# (7684) Marioferrero
(7684) Marioferrero est un astéroïde de la ceinture principale découvert le 3 mars 1997 à Prescott par l'astronome Paul G. Comba.

## Historique
Sa désignation provisoire, lors de sa découverte le 3 mars 1997, était 1997 EY.

## Caractéristiques
Sa distance minimale d'intersection de l'orbite terrestre est de 1,627 240 ua.